# Systenus rarus
Systenus rarus är en tvåvingeart som beskrevs av Stefan Naglis 2000. Systenus rarus ingår i släktet Systenus och familjen styltflugor. Inga underarter finns listade i Catalogue of Life.